# Thomas (voornaam)
Thomas is een jongensnaam afkomstig van de Hebreeuwse/Aramese naam 'Thomas' (תום) of Tôm, wat tweeling betekent. Thomas is een Bijbelse naam, die bekend is geworden als de naam van een van de twaalf apostelen van Jezus: zie Tomas (apostel).
De naam komt in het Nederlands voor sinds de 12e eeuw. De naam dankt zijn populariteit aan de verering van de gelijknamige apostel en heiligen.

## Varianten
De volgende namen (o.a.) zijn varianten of afgeleiden van Thomas:
- Thom, Tom, Tomis, Tomas, Tommie, Tommy

In het Nederlands is de meest gebruikelijke afgeleide naam Tom.
De naam komt ook in andere talen voor:
- Duits: Thomas, Tom, Tommy
- Engels: Thom, Thomas, Tom, Tommy
- Frans: Thomas, Thomé
- Hongaars: Tamás
- Italiaans: Tomaso, Tommaso, Tommasso
- Tsjechisch: Tomáš
- Fins: Tuomas
- Spaans: Tomás
- Portugees: Tomé

## Thomas in de Bijbel
In de Bijbel is Tomas een van de twaalf apostelen van Jezus.

## Heiligen
- H. T(h)omas, een van de twaalf apostelen (3 juli)
- H. Thomas van Aquino, Italiaans filosoof en theoloog, (28 januari)
- H. Thomas Becket, Engels geestelijke (29 december)
- H. Thomas More, Engels humanist en staatsman (22 juni)

## Bekende Nederlandse naamdragers
- Thomas Acda, zanger en acteur
- Thomas Berge, zanger
- Tom Cordes, wielrenner
- Tom Coronel, autocoureur
- Tom van Deel, dichter en criticus
- Thomas Dekker, wielrenner
- Tom Dumoulin, wielrenner
- Tom Egbers, presentator
- Thomas Erdbrink, journalist
- Thom de Graaf, politicus
- Thomas Graftdijk, dichter
- Tom van 't Hek, hockeyer
- Thom Hoffman, acteur en fotograaf
- Thom Karremans, militair
- Thomas van Luyn, cabaretier

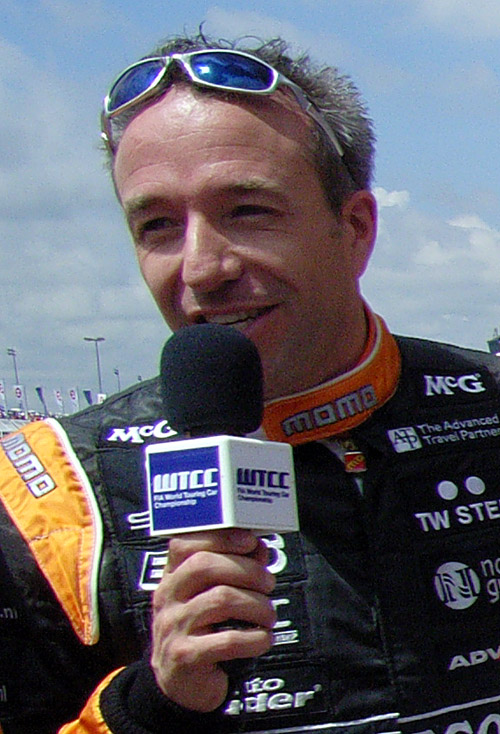
Tom Coronel

- Tom Manders, cabaretier en tekenaar
- Tom Middelburg, schaker
- Tom Nanne, honkballer
- Tom Okker, tennisser
- Tom Pitstra, politicus
- Tom Prinsen, schaatser
- Thomas Rosenboom, schrijver
- Tomas Ross, schrijver
- Thomas Schlijper, fotograaf
- Thomas Tol, muzikant en componist
- Tommy Wieringa, schrijver
- Thomas Willemze, schaker

## Bekende Belgische naamdragers

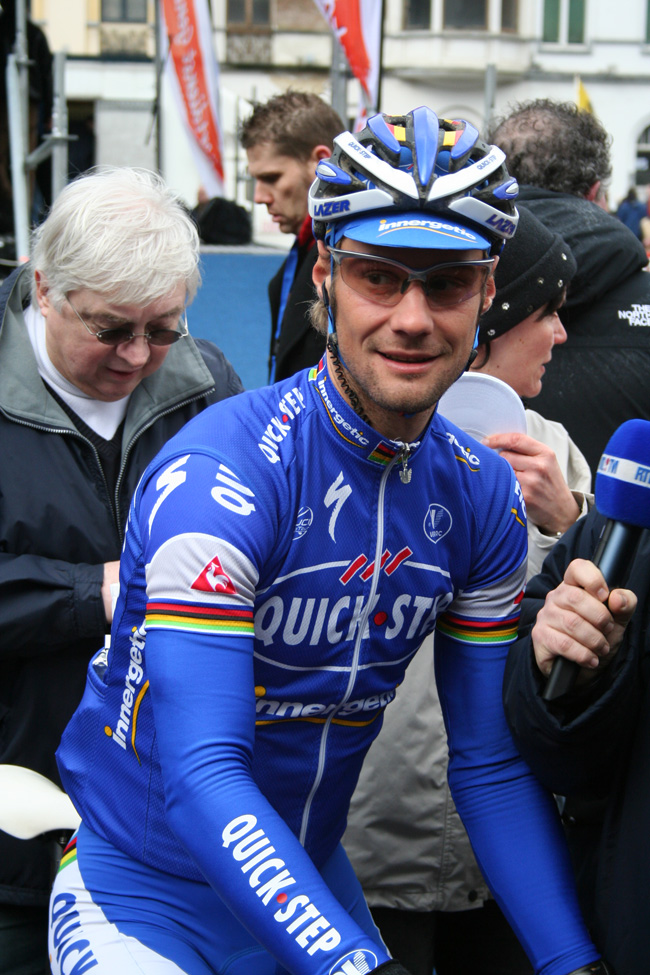
Tom Boonen

- Tom Barman, muzikant, zanger en regisseur
- Tom Boonen, wielrenner
- Thomas Buffel, voetballer
- Thomas Cammaert, acteur
- Thomas Chatelle, voetballer
- Tom De Mul, voetballer
- Tomas De Soete, radiopresentator
- Tom Dice, zanger-gitarist
- Thomas Fabri, componist
- Tom Helsen, zanger-muzikant
- Thomas a Kempis, theoloog en mysticus
- Tom Lanoye, schrijver
- Tom Lenaerts, televisiemaker
- Tom Muyters, voetballer
- Tom Naegels, schrijver
- Tom Piceu, schaker
- Tom Soetaers, voetballer
- Tom Steels, wielrenner
- Tom Van Dyck, acteur
- Tom Van Imschoot, voetballer
- Tom Van Landuyt, acteur
- Thomas Vermaelen, voetballer
- Tom Waes, presentator, regisseur, acteur en zanger

## Bekende internationale naamdragers

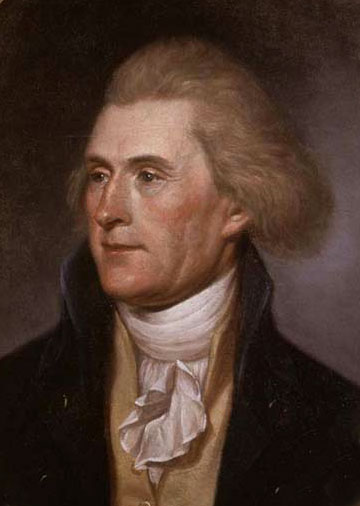
Thomas Jefferson

| - Thomas Adès, Brits componist - Thomas Allinson, Brits arts - Thomas Andrews, natuurkundige - Thomas Andrews, scheepsbouwkundige - Thomas van Aquino, Italiaans filosoof en theoloog - Thomas Arne, Brits componist - Thomas Aubert, Frans ontdekkingsreiziger - Thomas Bælum, Deens voetballer - Thomas Bayes, Brits theoloog en wiskundige - Thomas Becket, Brits bisschop - Thomas Bernhard, Oostenrijks schrijver - Tommy Bolin, Amerikaans gitarist - Thomas Brun, Engels-Italiaans ambtenaar - Thomas Buchanan, Liberiaan president - Thomas Burberry, Brits modeontwerper - Thomas Burke, Amerikaans atleet - Thomas Chippendale, Brits meubelmaker - Tom Clancy, Amerikaans schrijver - Thomas de Conway, Iers huurling - Tommy Cooper, Brits komiek en illusionist - Thomas Cranmer, Brits bisschop - Tom Cruise, Amerikaans acteur - Tom Danielson, Amerikaans wielrenner - Tom Daschle, Amerikaans politicus - Tom DeLay, Amerikaans politicus - Tom Delonge, Amerikaans musicus - Thomas Dewey, Amerikaans politicus - Thomas M. Disch, Amerikaans schrijver - Thomas Doll, Duits voetballer - Tommy Douglas, Canadees politicus - Thomas Edison, Amerikaans zakenman - T.S. Eliot, Amerikaans-Brits dichter en criticus - Tommy Emmanuel, Australisch gitarist - Thomas Enqvist, Zweeds tennisser - Thomas Ernst, Zweeds schaker - Tom Felton, Brits acteur - Tom Flammang, Luxemburgs wielrenner - Thomas Flamank, Brits jurist - Thomas Friedman, Amerikaans journalist - Thomas Gaardsøe, Deens voetballer - Thomas Gainsborough, Brits kunstschilder - Thomas Girtin, Brits kunstschilder - Thomas Gottschalk, Duits televisiepresentator - Tom Grant, Amerikaans privédetective - Thomas Gray, Brits schrijver - Tom Hanks, Amerikaans acteur - Thomas Hardy, Brits schrijver - Thomas Häßler, Duits voetballer - Tommy Hilfiger, Amerikaans modeontwerper - Thomas Hobbes, Brits filosoof - Thomas Holenstein, Zwitsers politicus - Thomas Höller, Oostenrijks voetballer - Thomas Jefferson, Amerikaans staatsman en president - Thomas Johansson, Zweeds tennisser - Tom Jones, Brits zanger - Tom Kaulitz, Duits gitarist - Thomas Klestil, Oostenrijks diplomaat en president - Tommy Körberg, Zweeds acteur en zanger - Thomas Kuhn, Amerikaans natuurkundige en wetenschapsfilosoof - Thomas Edward Lawrence, Brits schrijver en militair - Tommy Lee, Amerikaans drummer | - Tom Lehrer, Amerikaans singer-songwriter - Thomas Lövkvist, Zweeds wielrenner - Thomas Lowry, Brits scheikundige - Thomas Luther, Duits schaker - Thomas Lüthi, Zwitsers motorcoureur - Tommi Mäkinen, Fins autocoureur - Thomas Malory, Brits schrijver - Thomas Mann, Duits schrijver - Tom McRae, Brits singer-songwriter - Thomas Menino, Amerikaans politicus - Thomas Midgley, Amerikaans uitvinder - Thomas More, Brits humanist en staatsman - Tom Morello, Amerikaans gitarist - Thomas Morley, Brits componist - Tom Morley, Brits zanger - Thomas Müller, Duits voetballer - Tom Mullica, Amerikaans goochelaar en komiek - Thomas Münzer, Duits theoloog - Thomas Muster, Oostenrijks tennisser - Thomas Nagel, Amerikaans filosoof - Thomas Newcomen, Brits uitvinder en smid - Thomas Paine, Brits filosoof en revolutionair - Tom Petty, Amerikaans musicus - Thomas Piketty, Frans econoom - Thomas Prager, Oostenrijks voetballer - Tommy Prim, Zweeds wielrenner - Tom Pryce, Zuid-Afrikaans Formule 1-coureur - Thomas Pynchon, Amerikaans schrijver - Thomas Raffles, Brits Gouverneur-Generaal van Nederlands-Indië - Thomas Ravenscroft, Brits componist - Tom Ridge, Amerikaans politicus - Thomas Rowlandson, Brits kunstschilder en karikaturist - Thomas Rupprath, Duits zwemmer - Thomas Sankara, president van Burkina Faso - Tom Schnell, Luxemburgs voetballer - Tom Scott, Brits Entertainer (YouTube) - Tommy Seebach, Deens musicus - Thomas Seebeck, Duits natuurkundige - Thomas Sheraton, Brits meubelontwerper - Tom Simpson, Brits wielrenner - Tom Southam, Brits wielrenner - Thomas Sowell, Amerikaans schrijver en econoom - Thomas Stewart, Amerikaans econoom - Tom Stoppard, Brits schrijver - Thomas Szasz, Hongaars psychiater - Thomas Tallis, Brits componist en organist - Tom Tancredo, Amerikaans politicus - Thomas Tomkins, Brits componist en organist - Thomas Tuchel, Duits voetbalcoach - Tom Tykwer, Duits filmregisseur - Thomas Vinterberg, Deens filmregisseur - Thomas Voeckler, Frans wielrenner - Tom Waits, Amerikaans zanger, componist, schrijver en acteur - Thomas Wegmüller, Zwitsers wielrenner - Tommy Werner, Zweeds zwemmer - Thomas Wolf, Luxemburgs voetballer - Thom Yorke, Brits musicus - Tuomas Holopainen, Fins toetsenist, componist, schrijver - Thomas Sean Connery, Schots acteur en politicus - Tomas Enge, autocoureur |

- Thomas
- Thomas' reuzenhertmuis
- Thomas' woelmuis
- Thomas-Augustin de Schietere de Lophem
- Thomas-Gilchristprocede
- Thomas-Gilchristprocedé
- Thomas-Henrik Søfteland
- Thomas-Joseph Gombert
- Thomas-Louis Bourgeois
- Thomas-Louis de Schietere de Lophem
- Thomas-Nicolas Dubray
- Thomas-Philippe d'Alsace de Boussu
- Thomas-Philippe d'Alsace et de Boussu
- Thomas-Philippe d' Alsace de Boussu
- Thomas-Philippe de Hennin-Lietard
- Thomas-Philippe de Hennin-Lietard de Boussu
- Thomas-Philippe de Hennin-Liétard
- Thomas-Philippe de Hennin-Liétard de Boussu
- Thomas-Philippus d'Alsace
- Thomas-Philippus d'Alsace et de Boussu
- Thomas-Robert Bugeaud
- Thomas-regel
- Thomas-steengroeve
- Thomas-theorema
- Thomas "Stonewall" Jackson
- Thomas & Friends
- Thomas & Sarah
- Thomas & friends
- Thomas (Barnet)
- Thomas (Brendan) Wilson
- Thomas (Buffalo)
- Thomas (Oklahoma)
- Thomas (West Virginia)
- Thomas (apostel)
- Thomas (familie in Brugge)
- Thomas (godsdienstonderwijs)
- Thomas (motorfiets)
- Thomas (naam)
- Thomas (rivier)
- Thomas (tramhalte)
- Thomas (voornaam)
- Thomas 15X Johnson
- Thomas A. Hendricks
- Thomas A. Mensah
- Thomas A. Morris
- Thomas A. Robinson National Stadium
- Thomas A. Sebeok
- Thomas Aas
- Thomas Abbt
- Thomas Aboagye Mensah
- Thomas Abyu
- Thomas Acda
- Thomas Addison
- Thomas Ades
- Thomas Adolf Quanjer
- Thomas Adriaan Lambrechtsen
- Thomas Adriaensens
- Thomas Adrianus Romein
- Thomas Adès
- Thomas Agyepong
- Thomas Aiken
- Thomas Aikenhead
- Thomas Ainsworth
- Thomas Akers
- Thomas Akyazili
- Thomas Albert Sebeok
- Thomas Alden Page
- Thomas Alexander
- Thomas Alexander Erskine
- Thomas Alexander Harvey
- Thomas Alexandre Dumas
- Thomas Alkier
- Thomas Allin
- Thomas Allinson
- Thomas Allofs
- Thomas Alsgaard
- Thomas Alva Edison
- Thomas Ambrose Tschoepe
- Thomas Amlong
- Thomas Anders
- Thomas Anderson
- Thomas Anderson (scheikundige)
- Thomas Anderson (zeiler)
- Thomas Andrew Dorsey
- Thomas Andrew Knight
- Thomas Andrews
- Thomas Andrews (natuurkundige)
- Thomas Andrews (scheepsbouwkundige)
- Thomas Ankersmit
- Thomas Annan
- Thomas Aquinas
- Thomas Aquino
- Thomas Aquino Manyo Maeda
- Thomas Archibald Barron
- Thomas Armat
- Thomas Armstrong
- Thomas Arne
- Thomas Arthur de Lally
- Thomas Arthur de Lally-Tollendal
- Thomas Ashley
- Thomas Asselijn
- Thomas Asselyn
- Thomas Atkins
- Thomas Attwood
- Thomas Aubert
- Thomas Augustine Barrett
- Thomas Augustinussen
- Thomas Augustus Robinson
- Thomas Austen Brown
- Thomas Azevedo
- Thomas Azier
- Thomas B. Croat
- Thomas Babington Macaulay
- Thomas Bach
- Thomas Baelum
- Thomas Baker
- Thomas Baker (vliegenier)
- Thomas Ball
- Thomas Ball Barratt
- Thomas Balvay
- Thomas Bangalter
- Thomas Bannister
- Thomas Barker
- Thomas Barth
- Thomas Bartholin
- Thomas Basila
- Thomas Bastiaan Pleyte
- Thomas Batuello
- Thomas Bayes
- Thomas Beaufort
- Thomas Beck
- Thomas Beck (componist)
- Thomas Beck (voetballer)
- Thomas Becket
- Thomas Becket (heilige)
- Thomas Beecham
- Thomas Beecham (dirigent)
- Thomas Beecham (industrieel)
- Thomas Beekman
- Thomas Beelen
- Thomas Beerdsen
- Thomas Behrend
- Thomas Beijer
- Thomas Bek van Castleford
- Thomas Bellerby Wilson
- Thomas Bellinck
- Thomas Berard
- Thomas Berge
- Thomas Berger
- Thomas Berkhout
- Thomas Bernard Croat
- Thomas Bernhard
- Thomas Berry
- Thomas Bertels
- Thomas Berthold
- Thomas Bertolini
- Thomas Beveridge
- Thomas Bewick
- Thomas Bibb
- Thomas Bickel
- Thomas Bidegain
- Thomas Bijleveld
- Thomas Billington
- Thomas Bimis
- Thomas Binggeli
- Thomas Bjorn
- Thomas Björn
- Thomas Bjørn
- Thomas Blackburn
- Thomas Blakiston
- Thomas Blaschek
- Thomas Blom
- Thomas Blondeau
- Thomas Blondelle
- Thomas Bodo
- Thomas Boerma
- Thomas Boleyn
- Thomas Bonin
- Thomas Bonnet
- Thomas Bonnin
- Thomas Borge
- Thomas Borgmann
- Thomas Borgmeier
- Thomas Bos
- Thomas Bosley
- Thomas Boston
- Thomas Bouch
- Thomas Boudat
- Thomas Boyd
- Thomas Braden
- Thomas Bradwardine
- Thomas Bragg
- Thomas Braidwood Wilson
- Thomas Braun
- Thomas Brdaric
- Thomas Brdarić
- Thomas Brenneck
- Thomas Briceño
- Thomas Briels
- Thomas Brock
- Thomas Brodie-Sangster
- Thomas Broich
- Thomas Brok
- Thomas Broker
- Thomas Broun
- Thomas Browne
- Thomas Bruce
- Thomas Brun
- Thomas Bruns
- Thomas Brussig
- Thomas Bruun Eriksen
- Thomas Bröker
- Thomas Buchanan
- Thomas Buckner
- Thomas Buergenthal
- Thomas Buffel
- Thomas Buitink
- Thomas Bulfinch
- Thomas Burberry
- Thomas Burke
- Thomas Burnet
- Thomas Button
- Thomas Bælum
- Thomas Bérard
- Thomas C. Hindman
- Thomas C. Jerdon
- Thomas C. Kelly
- Thomas C. Smith
- Thomas Caers
- Thomas Cailley
- Thomas Cajetanus
- Thomas Calabro
- Thomas Cammaert
- Thomas Campbell Eyton
- Thomas Carew
- Thomas Carlyle
- Thomas Carlyle (advocaat)
- Thomas Carlyle (schrijver)
- Thomas Carmoy
- Thomas Carpels
- Thomas Carpentier
- Thomas Carper
- Thomas Carroll
- Thomas Casale
- Thomas Cauwenberghs
- Thomas Cavalier-Smith
- Thomas Cavanagh
- Thomas Cavendish
- Thomas Caverhill Jerdon
- Thomas Ceccon
- Thomas Cech
- Thomas Cecil
- Thomas Cecil, 1e graaf van Exeter
- Thomas Chalmers Vint
- Thomas Champion
- Thomas Chapin
- Thomas Charlton
- Thomas Chatelle
- Thomas Chatterton
- Thomas Cherogony
- Thomas Chippendale
- Thomas Chirault
- Thomas Christiansen
- Thomas Christopher Collins
- Thomas Christopher Ince
- Thomas Chrowder Chamberlin
- Thomas Chung
- Thomas Circle
- Thomas Claes
- Thomas Clarges
- Thomas Clarkson
- Thomas Claus
- Thomas Clausen
- Thomas Clayton Wolfe
- Thomas Cletcher jr.
- Thomas Cochrane
- Thomas Coe
- Thomas Coke
- Thomas Cole
- Thomas Collins
- Thomas Cook
- Thomas Cook & Son
- Thomas Cook Airlines
- Thomas Cook Airlines Belgium
- Thomas Cook Airlines Scandinavia
- Thomas Cook Airlines UK
- Thomas Cook Group
- Thomas Cook Group plc
- Thomas Cook Nederland
- Thomas Cook and Son
- Thomas Cool
- Thomas Cools
- Thomas Coomans de Brachene
- Thomas Coomans de Brachène
- Thomas Cooper Gotch
- Thomas Corneille
- Thomas Cornelis Maria van Rijckevorsel
- Thomas Cornelis van Rijckevorsel
- Thomas Cornish
- Thomas County
- Thomas County (Georgia)
- Thomas County (Kansas)
- Thomas County (Nebraska)
- Thomas Couture
- Thomas Covington
- Thomas Cox (voetballer)
- Thomas Crab
- Thomas Craig
- Thomas Cranmer
- Thomas Crawford
- Thomas Crawford (beeldhouwer)
- Thomas Crean
- Thomas Crean (ontdekkingsreiziger
- Thomas Crean (ontdekkingsreiziger)
- Thomas Crecquillon
- Thomas Creppy
- Thomas Croat
- Thomas Cromwell
- Thomas Cruise Mapother IV
- Thomas Culpeper
- Thomas Cup
- Thomas Curtis
- Thomas D'Urfey
- Thomas D. Rice
- Thomas Dahne
- Thomas Daley
- Thomas Dalgaard
- Thomas Damuseau
- Thomas Daniel
- Thomas Danielson
- Thomas Daumantas
- Thomas Davenport
- Thomas Davy
- Thomas Day
- Thomas De Bie
- Thomas De Bock
- Thomas De Corte
- Thomas De Gendt
- Thomas De Quincey
- Thomas De Quincey (schrijver)
- Thomas De Smet
- Thomas De Thaey
- Thomas Dean
- Thomas Debacker
- Thomas Degand